# Большая Романиха (приток Вишеры)
Большая Романиха — река в России, протекает по Красновишерскому и Чердынскому районам Пермского края. Устье реки находится в 120 км от устья Вишеры по правому берегу. Длина реки составляет 15 км.
Исток реки на холмах Полюдова Кряжа в 28 км к северу от Красновишерска. Исток находится на границе Красновишерского и Чердынского районов, некоторое время после истока река течёт по границе районов, затем уходит на территорию Красновишерского. Большая Романиха течёт на юг среди холмов, покрытых елово-берёзовой тайгой. Притоки — Малая Романиха, Китковская Романиха (левые); Епишинская Романиха (правый). Впадает в Вишеру у посёлка Романиха.

## Данные водного реестра
По данным государственного водного реестра России относится к Камскому бассейновому округу, водохозяйственный участок реки — Кама от водомерного поста у села Бондюг до города Березники, речной подбассейн реки — бассейны притоков Камы до впадения Белой. Речной бассейн реки — Кама.
Код объекта в государственном водном реестре — 10010100212111100004860.